# 1986 au Yukon
Chronologie du Yukon
- 1982
- 1983
- 1984
- 1985
- 1986
- 1987
- 1988
- 1989
- 1990

Cette page concerne des événements d'actualité qui se sont produits durant l'année 1986 dans le territoire canadien du Yukon.

## Politique
- Premier ministre : Tony Penikett (NPD)
- Chef de l'Opposition officielle : Willard Phelps (Parti progressiste-conservateur)
- Commissaire : Douglas Bell (en) (jusqu'au 27 mars) puis John Kenneth McKinnon
- Législature : 26e

## Événements
- Hubert Patrick O'Connor quitte ses fonctions d'évêque du diocèse de Whitehorse.

- 10 février : le progressiste-conservateur Alan Nordling (en) remporte l'élection partielle de Whitehorse-Porter-Creek-Ouest à la suite de la mort d'Andy Philipsen (en) le 13 septembre 1985.

- 9 mai : Roger Coles (en) démissionne de ses fonctions de chef du Parti libéral du Yukon à la suite de son arrestation pour avoir vendu de la cocaïne à un agent de police banalisé[1],[2], mais il restera député de Tatchun. Le député de Faro, Jim McLachlan le remplace au poste de chef du parti.

- 29 juin : le député fédéral de la circonscription du territoire du Yukon, Erik Nielsen démissionne de ses fonctions au poste du ministre de la Défense nationale et vice-premier ministre du Canada.

Le drapeau de la communauté francophone des Franco-yukonnais du Yukon au Canada.

- Octobre : adoption du drapeau franco-yukonnais qui devient le symbole du peuple des francophone du territoire.

- 31 octobre : malgré des accusations liées à la drogue, Roger Coles (en) quitte ses fonctions de député de Tatchun et il est condamné à trois ans de prison[3].